# Anthrax nudiuscula
Anthrax nudiuscula är en tvåvingeart som först beskrevs av Thomson 1869. Anthrax nudiuscula ingår i släktet Anthrax och familjen svävflugor.
Artens utbredningsområde är Panama. Inga underarter finns listade i Catalogue of Life.